# رون زيغلر
رون زيغلر (بالإنجليزية: Ron Ziegler) (و. 1939 – 2003 م) هو سياسي من الولايات المتحدة الأمريكية .
تولى منصب السكرتير الصحفي للبيت الأبيض (1969-01-20–1974-08-09) .وهو عضو في الحزب الجمهوري .

## التعليم
تعلم في جامعة جنوب كاليفورنيا.

## روابط خارجية
- رون زيغلر على موقع الموسوعة البريطانية (الإنجليزية)
- رون زيغلر على موقع مونزينجر (الألمانية)
- رون زيغلر على موقع إن إن دي بي (الإنجليزية)